# Tamarix tenuissima
Tamarix tenuissima är en tamariskväxtart som beskrevs av Takenoshin Nakai. Tamarix tenuissima ingår i släktet tamarisker, och familjen tamariskväxter. Inga underarter finns listade.